# Ксальтокан
Ксальтокан — доколумбовый город-государство и остров в долине Мехико, расположенным в центре озера Ксальтокан, части взаимосвязанной системы мелководных озёр, включавшей озеро Тескоко; это место сейчас находится в деревне Сан-Мигель-Джалтокан в Некстлалпане, штат Мехико. Первоначально это место было заселено народом отоми, но после войны в конце четырнадцатого века, когда отоми потерпели поражение от союза тепанеков и мексиканцев (один из народов завоеванный конкистадорами), отоми были изгнаны с острова и переселены в Отумбу, Мецтитлан и Тласкалу. Затем остров Ксальтокан был заселен носителями языка науатль. Название может означать одно из двух значений на языке науатль: либо «песчаная земля пауков», либо «там, где они посажены на песке».

## История

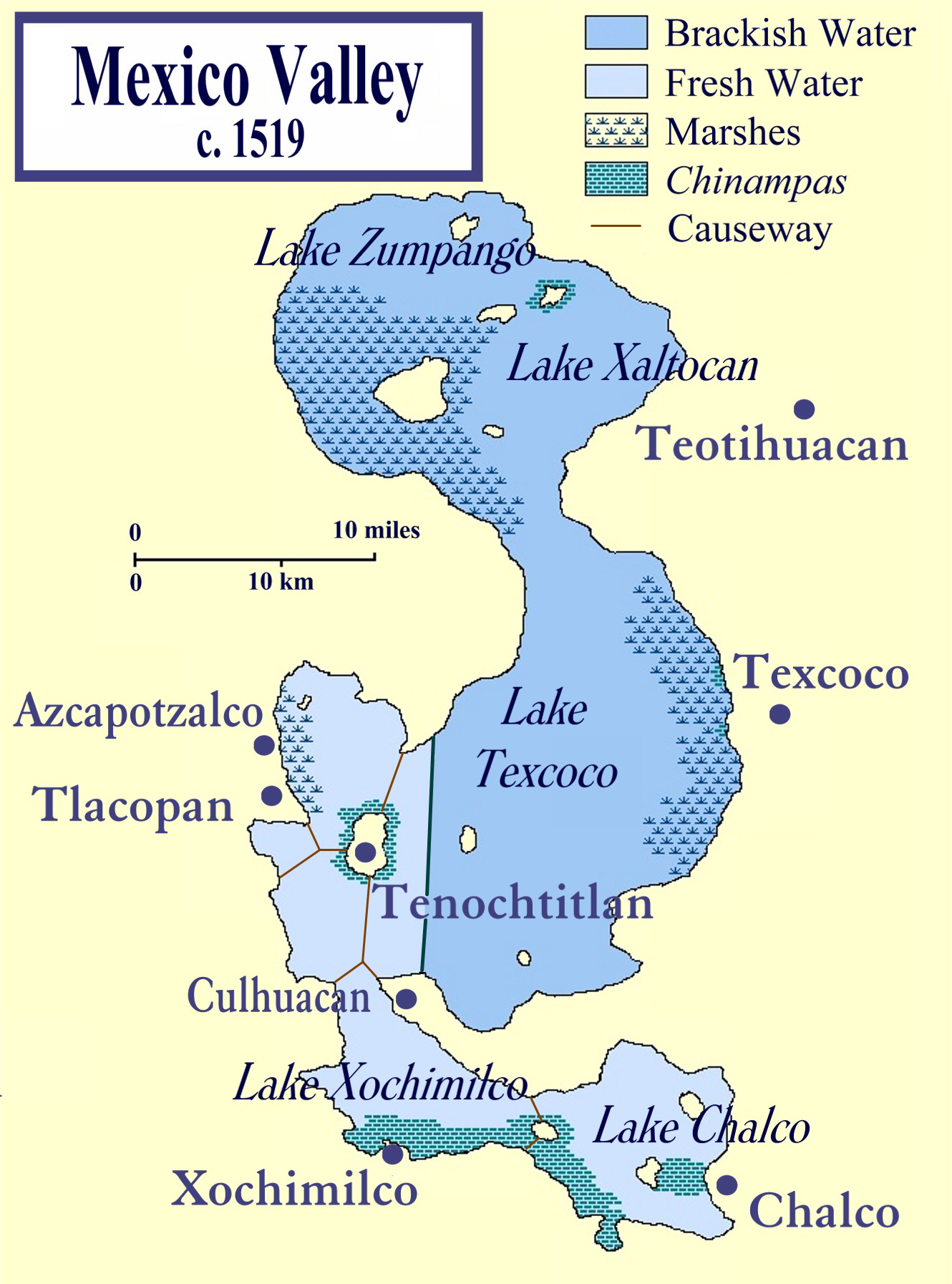
Карта долины Мехико во время испанского завоевания с указанием местоположения озера Ксальтокан

Известно, что Ксальтокан был заселен в постклассический период. Керамика и другие археологические находки, относящиеся к этому периоду, были обнаружены при раскопках на этом месте. Считается, что это был местный центр власти, способный взимать дань с других городов-государств в этом районе.
Основание Ксальтокана описано в мифо-исторических документах Historia Tolteca-Chichimeca и Anales de Cuauhtitlan. Согласно Аналам (Anales), Ксальтокамеки (люди Ксальтокана) были среди племен чичимеков, которые покинули мифическое место своего происхождения, Ацтлан, под предводительством Куаутлистака («Белый орел»). Historia также идентифицирует Ксальтокамеков как принадлежащих к этнической группе отоми. В этом документе, написанном Иштлильшочитлем, первого лидера Ксальтокамеков зовут Истаккуаутли, что также означает «Белый орел» на языке науатль.
В 13 веке ксаальтоканцы были вовлечены в затяжную войну с городом-государством науа Куаутитланом. Первоначально Ксальтокан был самым сильным, но около 1395 года правитель Куаутитлана Ксалтемокцин объединился с Тезозомоком из Аскапоцалько и его подданными мексиканцами из Теночтитлана и, наконец, сумел завоевать Ксальтокан. Жители отоми бежали на север в отомийский город-государство Мецтитлан и в Тласкалу, другим же было позволено переселиться на земли Тескоко в месте, которое отныне называлось Отумба — «Место отоми».
В течение следующих 100 лет это место было заселено народами науа. После того, как Тройственный союз ацтеков победил тепанеков Аскапоцалько, Ксальтокан стал подчиненным городом ацтеков и платил дань уважения Теночтитлану, в основном в виде тканых одеял.
В 1521 году, во время испанского завоевания империи ацтеков, армия Эрнана Кортеса разрушила Ксальтокан и сожгла его дотла.